# Aqüeducte del barranc de les Bruixes
Aqüeducte del barranc de les Bruixes és un aqüeducte del municipi de Vilallonga del Camp (Tarragonès) protegit com a bé cultural d'interès local. Forma part d'una canalització d'aigua, també coneguda com el rec de les Sorts, que recull l'aigua procedent del riu Glorieta per conformar el sistema de regadiu dels camps de conreu d'aquest sector.

## Descripció
Pont ubicat a la part SE del terme municipal, en el lloc denominat de les Sorts. L'aqüeducte travessa perpendicularment el Barranc de les Bruixes per permetre el pas de l'aigua destinada al rec que passa per un canal. Aquesta canal és l'estructura principal d'un sistema de regadiu que recull l'aigua del riu Glorieta que és el curs d'aigua paral·lel al Barranc, més a l'est.
L'aqüeducte és un pont que utilitza carreus, paredat de còdols amb morter, paredat amb pedra sense treballar de mida mitjana amb morter i rajola. Cadascun d'aquests sistemes s'utilitza per a determinades parts de l'estructura en la qual també es poden observar parts que no són contemporànies entre elles, la part més refeta és la que correspon al canal.
L'aqüeducte consta d'un arc rebaixat amb l'intradós de carreus rectangulars amb una llum d'aproximadament 3 metres.
Els estreps són de còdols units amb morter i estan reforçats amb tallamars de planta de quart de cercle fets amb paredat de pedres irregulars.

## Història
Aquesta aigua es recull en el riu Glorieta mitjançant un assut, d'allí, amb una mina es portava a l'exterior en un punt proper situat a l'est del Barranc de les Bruixes, i des d'aquí el sistema de regadiu estava format per un sistema de basses, de canals i de pous de regulació de les aigües. La informació disponible i les restes conservades d'aquest sistema de regadiu permeten saber que en èpoques anteriors el sistema permetia regar tot el vessant sud del terme. Actualment, aquest sistema hidràulic només s'utilitza per regar la zona est del terme de Vilallonga.